# Giuseppe Giorgetti

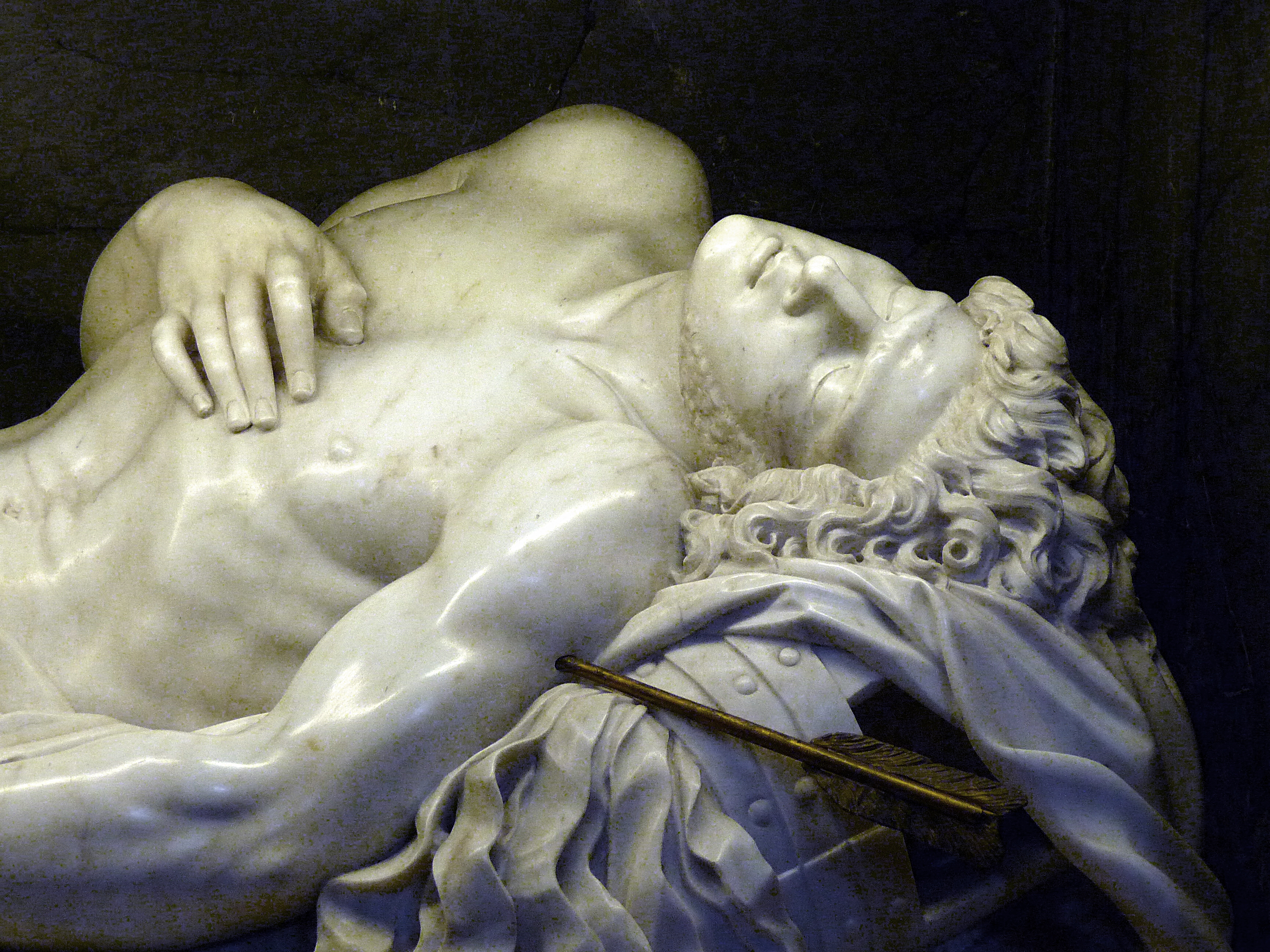
El San Sebastián yacente de la Basílica de San Sebastián Extramuros de Roma está considerado la obra maestra de Giorgotti.

Giuseppe Giorgetti (activo en Roma entre 1668 y 1682) fue un escultor italiano.
Se desconoce la fecha precisa del nacimiento y muerte de Giorgetti, cuya vida está documentada en Roma entre 1668 y 1682.
Al principio trabajó bajo la dirección de su hermano mayor, Antonio, a cuya muerte en 1669 se hizo cargo de su taller escultórico. Giuseppe se convirtió en el principal escultor de la familia Barberini, para la cual restauró varias esculturas antiguas, como el Fauno Barberini (hoy en la Gliptoteca de Múnich), que realizó en 1679 junto a Lorenzo Ottoni.
En la Cartuja de Bolonia se conserva un busto de Maria Barberini Duglioli, copia de una obra original de Gaetano Finelli hoy conservada en el Louvre.
Su obra maestra es el San Sebastián yacente esculpido para la Basílica de San Sebastián Extramuros de Roma, quizá basada en un diseño ajeno, de su hermano Antonio o (según la historiadora del arte Jennifer Montagu) de Ciro Ferri, autor del proyecto de la capilla donde se sitúa esta imagen.